# Quai Ferdinand-de-Lesseps
Le quai Ferdinand-de-Lesseps est une voie publique de la commune française de Rouen.

## Situation et accès
Le quai Ferdinand-de-Lesseps est situé sur la rive droite de la Seine, entre le quai Émile-Duchemin, dont la limite est marquée par le pont Gustave-Flaubert, et le quai de Boisguilbert.
La voie ferrée qui longe le quai le sépare du boulevard Ferdinand-de-Lesseps. Les hangars séparent le quai de la promenade Normandie-Niemen (qui s'étire du pont Gustave-Flaubert au pont Guillaume-le-Conquérant).

## Origine du nom
Cette voie honore le diplomate et entrepreneur français Ferdinand de Lesseps (1805-1894), connu pour avoir fait construire le canal de Suez.

## Historique
En 1885 sont créés près du Mont-Riboudet trois quais dont celui dont il est question.

## Bâtiments remarquables et lieux de mémoire

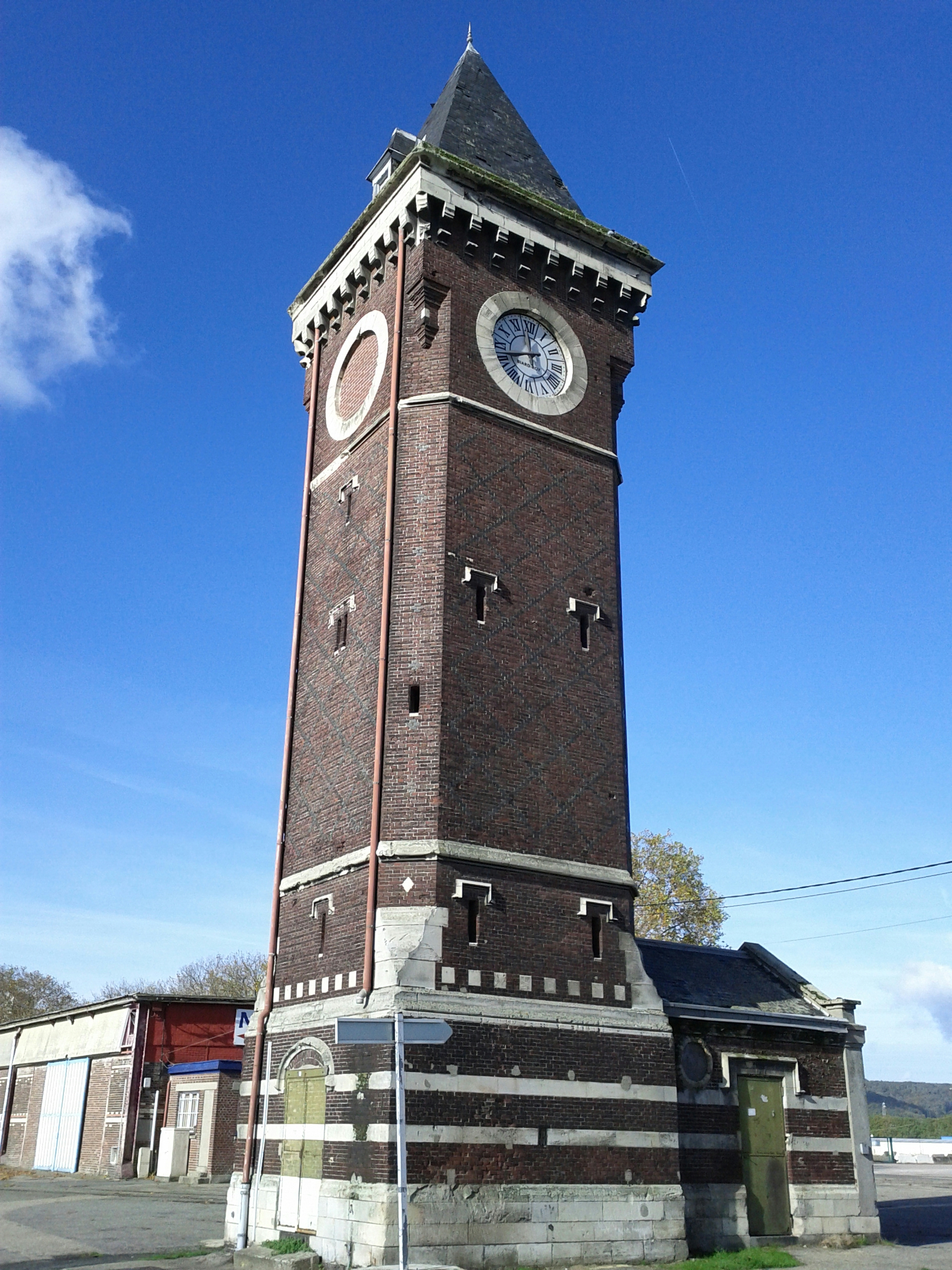
Château d'eau-marégraphe.

- Château d'eau-marégraphe[2], qui marque le début du quai Émile-Duchemin
- Mémorial des ouvriers dockers et ouvriers portuaires victimes de l'amiante

### Hangars
- Hangar 9 : reconstruit, il abrite Laser Game Evolution, le Snooker et Le So.
- Hangar 10 : reconstruit, le hangar qui comprend 3 niveaux accueille Le Cargo, la Centrale des Vins, All Sports Café.
- Hangar 11 : situé auprès du pont Gustave-Flaubert, reconstruit pour France 3 Normandie.